# Thecla lydus
Thecla lydus är en fjärilsart som beskrevs av Jacob Hübner 1816. Thecla lydus ingår i släktet Thecla och familjen juvelvingar. Inga underarter finns listade i Catalogue of Life.